# محکم بچسب (ترانه مدونا)
«محکم بچسب» (به انگلیسی: Hold Tight) ترانه‌ای است که توسط خواننده و ترانه‌نویس اهل ایالات متحده آمریکا مدونا برای سیزدهمین آلبوم استودیویی خود
قلب سرکش (۲۰۱۵) تهیه و ضبط شده است. مدونا این ترانه را با دیپلو، توبی گاد و ام‌ان‌ئی‌کی نوشت و توسط خودش تهیه شد. ترانه در ۲۴ ژوئیه ۲۰۱۵ به‌عنوان سومین و آخرین آهنگ آلبوم توسط اینترسکوپ رکوردز منتشر شد.